# Javonarxia quadriseptata
Javonarxia quadriseptata är en svampart som beskrevs av Subram. 1992. Javonarxia quadriseptata ingår i släktet Javonarxia, divisionen sporsäcksvampar och riket svampar.   Inga underarter finns listade i Catalogue of Life.